# 105-мм гаубица M101
105 mm Howitzer M101, ранний вариант — 105 mm Howitzer M2A1 — американская гаубица периода Второй мировой войны. Орудие серийно выпускалось с 1941 года, состояло или до сих пор состоит на вооружении армий многих стран мира. Этим орудием были вооружены американские крупносерийные самоходные артиллерийские установки Второй мировой войны M7 Priest.

## История создания
Разработка 105-миллиметровой гаубицы велась с 1919 года. Работы продвигались очень медленно. В 1928 году орудие было создано и получило обозначение М1, но не было принято на вооружение и в серийное производство не поступило.
В 1934 году гаубица была немного модифицирована и получила название М2, но всё равно не была принята на вооружение и тоже в производство не пошла.
В течение последующих 6 лет конструкторы создавали новый лафет с раздвижными станинами. Наконец в марте 1940 года новый лафет был утверждён и гаубица получила обозначение М2А1. В таком виде и с таким названием гаубица была принята на вооружение и в 1941 году поступила в серийное производство. Производство велось Рок-Айлендским арсеналом. С апреля 1941 по июнь 1945 года было выпущено 8536 гаубиц (1941 — 597, 1942 — 3325, 1943 — 2684, 1944 — 1200, 1945 — 730). Пик производства пришелся на март 1942 года, когда сдали 479 орудий.

## Устройство
Гаубица M101 имела раздельно-гильзовое заряжание, и на самом мощном заряде максимальная дальность стрельбы из неё достигала 11,2 км.
Орудие являлось основной средней гаубицей армии США во Второй мировой войне и долгий период времени после неё. Орудие принимало активное участие в войнах в Корее и во Вьетнаме. Даже более новая гаубица M102 не сумела вытеснить M101 полностью с вооружения армии США. Только после принятия на вооружение 105-мм буксируемой гаубицы M119, M101 были официально сняты с вооружения армии США. Однако в армиях стран-союзников США по НАТО и других государств, ориентированных на покупку американских вооружений, гаубица M101 состоит на службе до настоящего времени. В ряде случаев она была поставлена на производство вне США под другими названиями и совершенствовалась независимо от разработчика.

## Боевое применение
Война во Вьетнаме
После окончания Второй Мировой войны гаубицы M101 наиболее активно применялась в ходе войны во Вьетнаме. Очень большое количество американских и южновьетнамских орудий было захвачено Северным Вьетнамом.
В ходе операции Lam Son 719 было задействовано 152 южновьетнамских и 6 американских 105-мм орудий. В ходе боевых действий южновьетнамцы потеряли 70 орудий, в основном от контрбатарейной борьбы.
В ходе «Пасхального наступления» южновьетнамцы потеряли около 400 орудий M101, некоторые подразделения потеряли все орудия до одного, одной из главных причин американцы называли огонь вражеской артиллерии. Северовьетнамский спецназ также активно уничтожал склады с боеприпасами для этих орудий. Например, в августе 1972 года недалеко от Плейку были подорваны два крупных склада с боеприпасами, в результате диверсии было уничтожено несколько тысяч тонн 105-мм снарядов.
В 1975 году северовьетнамцы захватили почти 1000 орудий M101.
Всего за время всей войны южане получили не меньше 1680 орудий M101A1, 1624 до конца 1972 и 56 в апреле 1975. Все они были либо уничтожены, либо захвачены. 
США потеряли также некоторое количество этих орудий. Например, только во время сражения за базу огневой поддержки «Голд» в марте 1967 американские войска потеряли 12 из 17 имевшихся орудий (в том числе 2 уничтожены), одно из которых американские артиллеристы уронили в канаву. Вьетконговцы потеряли при атаке на эту базу более 600 солдат убитыми, в том числе от огня M101, стрелявших кассетными снарядами прямой наводкой. 
Ирано-иракская война
Другим крупным конфликтом с участием гаубиц M101 стала ирано-иракская война. К началу войны Иран имел 370 орудий M101, к концу войны оставалось 130.
Кувейтско-иракская война
Перед войной с Ираком у Кувейта имелось 16 орудий M101, в ходе конфликта все они были потеряны.
Российско-украинская война
Во время вторжения в Украину в ноябре 2022 года украинскими источниками сообщалось об использовании ВСУ гаубиц M101, которые были переданы Украине Литвой.

## Сравнительная характеристика
| Полевая артиллерия США периода Холодной войны | Полевая артиллерия США периода Холодной войны | Полевая артиллерия США периода Холодной войны | Полевая артиллерия США периода Холодной войны | Полевая артиллерия США периода Холодной войны | Полевая артиллерия США периода Холодной войны | Полевая артиллерия США периода Холодной войны | Полевая артиллерия США периода Холодной войны | Полевая артиллерия США периода Холодной войны | Полевая артиллерия США периода Холодной войны | Полевая артиллерия США периода Холодной войны | Полевая артиллерия США периода Холодной войны | Полевая артиллерия США периода Холодной войны | Полевая артиллерия США периода Холодной войны | Полевая артиллерия США периода Холодной войны | Полевая артиллерия США периода Холодной войны |
| Модель | Тип                                           | Калибр, мм                                    | Макс. дальность (м)                           | Макс. дальность (м)                           | Метательный заряд                             | Боеприпасы                                    | Боеприпасы                                    | Боеприпасы                                    | Боеприпасы                                    | Боеприпасы                                    | Боеприпасы                                    | Боеприпасы                                    | Боеприпасы                                    | Артиллерийская поддержка                      | Стоимость, долл. США                          |
| Модель | Тип                                           | Калибр, мм                                    | обыкн.                                        | АРС                                           | Метательный заряд                             | ОФ                                            | АРС                                           | ядер.                                         | хим.                                          | касс.                                         | ДМ                                            | ПТ                                            | ПП                                            | Артиллерийская поддержка                      | Стоимость, долл. США                          |
| --- | --------------------------------------------- | --------------------------------------------- | --------------------------------------------- | --------------------------------------------- | --------------------------------------------- | --------------------------------------------- | --------------------------------------------- | --------------------------------------------- | --------------------------------------------- | --------------------------------------------- | --------------------------------------------- | --------------------------------------------- | --------------------------------------------- | --------------------------------------------- | --------------------------------------------- |
| M101A1 | букс.                                         | 105                                           | 11 000                                        | нет                                           | M67                                           | да                                            | да                                            |                                               | да                                            | да                                            |                                               | да                                            | да                                            | непосредственная                              | 57 982                                        |
| M102 | букс.                                         | 105                                           | 11 500                                        | нет                                           | M67                                           | да                                            | да                                            |                                               | да                                            | да                                            |                                               | да                                            | да                                            | непосредственная                              | 56 927                                        |
| M109 | САУ                                           | 155                                           | 14 600                                        | 19 400                                        | M3, M4                                        | да                                            | да                                            | да                                            | да                                            | да                                            | да                                            |                                               |                                               | непосредственная                              | 226 475                                       |
| M109A1 | САУ                                           | 155                                           | 18 000                                        | 24 000                                        | M3, M4, M119, XM164, XM201                    | да                                            | да                                            | да                                            | да                                            | да                                            | да                                            |                                               |                                               | непосредственная                              | 245 000                                       |
| M114A1 | букс.                                         | 155                                           | 14 600                                        | нет                                           | M3, M4                                        | да                                            |                                               | да                                            | да                                            | да                                            |                                               |                                               |                                               | общая                                         | 90 610                                        |
| M198 | букс.                                         | 155                                           | 24 000                                        | 30 000                                        | XM164, XM201, XM203                           | да                                            | да                                            | да                                            | да                                            | да                                            | да                                            |                                               |                                               | общая                                         | 125 828                                       |
| M107 | САУ                                           | 175                                           | 32 600                                        | нет                                           | M86A2                                         | да                                            |                                               |                                               |                                               |                                               |                                               |                                               |                                               | общая                                         | 293 542                                       |
| M110 | САУ                                           | 203                                           | 18 600                                        | 20 800                                        | M1, M2                                        | да                                            | да                                            | да                                            | да                                            | да                                            |                                               |                                               |                                               | общая                                         | 326 500                                       |
| M110E2 | САУ                                           | 203                                           | н/д                                           | н/д                                           | M1, M2, XM188E1                               | да                                            | да                                            | да                                            | да                                            | да                                            |                                               |                                               |                                               | общая                                         | 49 108                                        |
| XM204 | букс.                                         | 105                                           | н/д                                           | н/д                                           | M67, XM200                                    | да                                            | да                                            |                                               | да                                            | да                                            |                                               | да                                            | да                                            | непосредственная                              | н/д                                           |
| Statement of Lt. Gen. John R. Deane, Chief of Research and Development, Department of the Army. / Dept of Defense Appropriations for Fiscal Year 1975. — April 4, 1974. — Pt. 2 — P. 581 — 788 p. Statement of Lt. Gen. Howard H. Cooksey, Acting Deputy Chief of Staff for Research, Development, and Acquisition. / Hearings on S. 920. — February 27, 1975. — Pt. 4 — P. 1897 — 2167 p. |                                               |                                               |                                               |                                               |                                               |                                               |                                               |                                               |                                               |                                               |                                               |                                               |                                               |                                               |                                               |

## На вооружении
- США — 331 M101A1 находится на вооружении морской пехоты[13]
- Югославия — после окончания Второй мировой войны, некоторое количество было получено по программе военной помощи из США. Кроме того, копия M101 с дульным тормозом собственной разработки выпускалась под наименованием M56.
- Республика Корея — 1700 M101 и корейской модификации KH-178[13]
- Аргентина —  6[13]
- Бенин —  4[13]
- Буркина-Фасо —  8[13]
- Боливия —  25 M101A1[13]
- Бразилия —  в армии 233 М101/М102, в морской пехоте 15[13]
- Венесуэла —  48 M101A1[13]
- Вьетнам — н/д[13]
- Габон — 4[13]
- Гватемала — 12[13]
- Германия — 1 батарея модифицированных M101A1 под обозначением FH 105 используется батальоном почётного караула
- Греция — 214 M101A1 на вооружении по состоянию на 2024 год[14]
- Доминиканская Республика — 4[13]
- Индонезия — 60 M101 и корейской модификации KH-178[13]
- Иран — 130 M101A1, 90 модернизированы в 2023 году[13]
- Камерун — 20[13]
- Канада — 98 М2A1 с удлинённым до 33 калибров стволом под обозначением С3[13]
- Колумбия — 88[13]
- Лаос — 20 [13]
- Ливан — 13[13]
- Литва — 18 M101 на вооружении по состоянию на 2024 год[15]. Всего в начале 2000-х из запасов Дании передано 54 М101А1[13]
- Мавритания — 36 M101A1[13]
- Марокко — 20[13]
- Мексика — 40[13]
- Мозамбик — 12[13]
- Мьянма — 96[13]
- Пакистан — 216[13]
- Парагвай — 19, морская пехота 2[13]
- Перу — 44[13]
- Португалия — 21 M101A1 на хранении по состоянию на 2024 год[16]
- Саудовская Аравия — 100 на хранении[13]
- Таиланд — 200[13]
- Китайская Республика — 650 местной модификации М2А1 63-Shi A 105mm (имеют новый противооткатный механизм и лафет) и некоторое количество М2А1 под местным обозначением 63-Shi [13]
- Тунис — 48 M101A1/А2[13]
- Турция — силы на Кипре располагают 72 M101A1, также есть некоторое количество в мобилизационном резерве[13]
- Украина — 3+ М101А1 по состоянию на 2024 год[17]. 18 М101А1 получены от Литвы и 16 М56 из резерва Словении
- Уругвай — 28 M101A1[13]
- Филиппины  — 204 M101/M102/M-26/M-56 в Сухопутных войсках и 23 во флоте[13][18]
- Чили — 89 M101/33, собранные по лицензии на заводе FAMAE. Часть оборудована комплексом автоматизации Elbit NG Jalon.
- Эквадор — 30 [13]
- Япония — М2А1 состояли на вооружении до 2000 года под обозначением 58-Shiki, также копия с улучшенной эргономикой производилась по лицензии под обозначением 58-Shiki 10-Tsutsujitoshi